# Sasvad
Sasvad è una città dell'India di 26 689 abitanti, situata nel distretto di Pune, nello stato federato del Maharashtra. In base al numero di abitanti la città rientra nella classe III (da 20 000 a 49 999 persone).

## Geografia fisica
La città è situata a 18° 19' 60 N e 74° 1' 60 E e ha un'altitudine di 768 m s.l.m.

## Società

### Evoluzione demografica
Al censimento del 2001 la popolazione di Sasvad assommava a 26 689 persone, delle quali 13 799 maschi e 12 890 femmine. I bambini di età inferiore o uguale ai sei anni assommavano a 3 312, dei quali 1 797 maschi e 1 515 femmine. Infine, coloro che erano in grado di saper almeno leggere e scrivere erano 20 010, dei quali 10 953 maschi e 9 057 femmine.